# Евдокимов, Семён Евдокимович
Семён Евдоки́мович Евдоки́мов (1863 — 1925) — член IV Государственной думы от Псковской губернии, крестьянин.

## Биография
Православный, крестьянин деревни Камено Ломовской волости Торопецкого уезда.
Начальное образование получил дома. Воинскую повинность отбывал в 3-й конно-артиллерийской батарее. Затем занимался земледелием в родной деревне (12 десятин надельной и 5 десятин приобретенной земли). Состоял в течение 9 лет волостным старшиной и 5 лет — членом губернской землеустроительной комиссии.
В 1912 году был избран в члены Государственной думы от Псковской губернии съездом уполномоченных от волостей. Входил во фракцию русских националистов и умеренно-правых (ФНУП), после её раскола в августе 1915 года — в группу сторонников П. Н. Балашова. Состоял членом комиссий: земельной, по направлению законодательных предположений, по переселенческому делу, по народному образованию, а также по военным и морским делам.
После Февральской революции вернулся в родную деревню, занимался сельским хозяйством и рыболовством. Умер в 1925 году. Был вдовцом, имел пятерых детей.